# 8438 Marila
A 8438 Marila (ideiglenes jelöléssel 4825 T-1) a Naprendszer kisbolygóövében található aszteroida. Cornelis Johannes van Houten, Ingrid van Houten-Groeneveld és Tom Gehrels fedezte fel 1971. május 13-án.